# Menunggal
Menunggal is een bestuurslaag in het regentschap Gresik van de provincie Oost-Java, Indonesië. Menunggal telt 4084 inwoners (volkstelling 2010).